# Ringvejen (Køge)
 For alternative betydninger, se Ringvejen. (Se også artikler, som begynder med Ringvejen)
Ringvejen  er en to sporet ringvej der går igennem det vestlige Køge. Vejen er en del af sekundærrute 151 der går fra København til Vordingborg. Den er med til at lede den tunge trafikken uden om Køge Centrum, så byen ikke bliver belastet af så meget gennemkørende trafik.
Vejen forbinder Københavnsvej i nord med Vordingborgvej i syd, og har forbindelse til Ved Stadion, Zoffmannsvej, Tøxensvej, Vestergade, Ringstedvej og Sønder Viaduktvej.